# 바커상
바커상(독일어: Wakkerpreis, 프랑스어: Prix Wakker, 이탈리아어: Premio Wakker)는 건축 유산의 개발 및 보존을 위해 스위스 유산 협회에서 매년 스위스 지자체에 수여한다.
처음에 상은 구시가지의 보존을 위해 특별히 필요한 시정촌에게 수여되었다. 최근 상은 또한 특정 선도 지점에서 도시 경관을 개발하는 지방 자치 단체에 영예를 안긴다. 이것은 오래된 산업 시설의 추정된 사용 또는 건물의 오래된 기본 구조와 새로운 기본 구조 사이의 성공적인 조합일 수 있다.
2005년에는 스위스 유산 협회(Swiss Heritage Society)의 기념일로 인해 지자체가 아닌 스위스 연방 철도에 상이 수여되었다.
상은 헨리-루이스 바커(Henri-Louis Wakker)의 이름을 따서 명명되었다.

## 기준
이 상을 받으려면 지방 자치 단체가 명명된 기준을 따라야 한다.
- 현대적인 방식으로 도시 경관의 가시적이고 질적인 개발 및 업그레이드.
- 오래된 정착 패턴으로 존중하는 것.
- 지방 자치 단체의 좋은 사례로 인해 평균 이상의 건축 품질에 대한 적극적인 입력.
- 현재 장소 계획은 상 개발을 선호한다.
- 마지막에는 전반적인 평가, 지역 보호, 지속 가능성, 교통 계획 및 주거 품질에 중요한 다음과 같은 문제들이 있다.

## 수상자
- 1972: 슈타인 암 라인
- 1973: 장크트 프렉스
- 1974: 비들리스바흐
- 1975: 구아르다
- 1976: 그루닝겐
- 1977: 가이스
- 1978: 다르다니
- 1979: 에르넨
- 1980: 졸로투른
- 1981: 엘름
- 1982: 아베뇨
- 1983: 뮤텐츠
- 1984: 빌
- 1985: 라우펜부르크
- 1986: 디엠티겐
- 1987: 비쇼프첼
- 1988: 포렌트루이
- 1989: 빈터투어
- 1990: 몽트뢰
- 1991: 캄
- 1992: 장크트갈렌
- 1993: 몬테 카라소
- 1994: 라쇼드퐁
- 1995: 스플뤼겐
- 1996: 바젤
- 1997: 베른
- 1998: 브린
- 1999: 하우프트빌-고츠하우스
- 2000년: 제네바
- 2001: 우스터
- 2002: 투르기
- 2003: 주르제
- 2004: 빌/비엔
- 2005: 스위스 연방 철도, 특히 베른 기차역의 서쪽 확장인 "베른의 물결"
- 2006: 델레몬트
- 2007: 알트도르프
- 2008: 그렌첸
- 2009: 이베르동레뱅
- 2010: 플래쉬
- 2011: 로잔 웨스트( Bussigny-près-Lausanne, Chavannes-près-Renens, Crissier, Ecublens, Prilly, Renens, Saint-Sulpice, Villars-Sainte-Croix 및 로잔)
- 2012: 쾨니츠
- 2013: 시온
- 2014: 아라우
- 2015: 브레갈리아
- 2016: 라인펠덴
- 2017: 젬파흐
- 2018: 오리진 컬처 페스티벌, 리옴
- 2019: 랑엔탈
- 2020년: 바덴
- 2021년: 프랑스